# Hyperomyzus lactucae
Hyperomyzus lactucae är en insektsart som först beskrevs av Carl von Linné 1758.  Hyperomyzus lactucae ingår i släktet Hyperomyzus och familjen långrörsbladlöss. Arten är reproducerande i Sverige. Inga underarter finns listade i Catalogue of Life.